# 因特罗达夸
因特罗达夸（義大利語：Introdacqua），是意大利阿奎拉省的一个市镇。总面积36.97平方公里，人口2144人，人口密度58.0人/平方公里（2009年）。ISTAT代码为066048。